# Michał Konarski (aktor)
Michał Konarski (ur. 15 stycznia 1972 w Warszawie) – polski aktor teatralny, filmowy i dubbingowy.
W 1996 roku ukończył studia PWST w Krakowie. W latach 1996–1999 był aktorem Teatru Rozmaitości w Warszawie. Od 2007 jest aktorem Teatru Syrena w Warszawie. Widzom TVP znany jest głównie jako aktor Kabaretu Olgi Lipińskiej. Wyreżyserował Mistrza i Małgorzatę w Teatrze Rampa w Warszawie.

## Filmografia
- 2004–2008: Kryminalni – tajniak
- 2004: Dziupla Cezara – Nikuś
- 2004–2006: Pensjonat pod Różą – Andrzej Wojak
- 2003: Na Wspólnej – Damian
- 2002: Quo vadis (serial) – Terpnos
- 2002–2003: Kasia i Tomek – gitarzysta w sklepie muzycznym
- 2002: Chopin. Pragnienie miłości – Ferenc Liszt
- 2001: Marszałek Piłsudski
- 2001: Quo vadis – Terpnos
- 2000: M jak miłość – Bohdan Szydłowski
- 2000–2001: Miasteczko – lekarz
- 1999: Ogniem i mieczem – tańczący kozak
- 1999–2000: Trędowata – lekarz ze Słodkowic
- 1998–2003: Miodowe lata – asystent
- 1997: Klan – pracownik agencji reklamowej „Santer Polska”
- 1996: Gry uliczne
- 1980–2000: Dom (odc. 21)

## Polski dubbing
- 2022: Fałszywa dwunastka – Ron[2]
- 2021: Death Stranding – Sam Porter Bridges
- 2021: Hawkeye – Derek Bishop[3]
- 2021: Dziennik cwaniaczka – pan Underwood[4]
- 2017: Twój Vincent – por. Paul-Eugène Milliet
- 2015: Miraculum: Biedronka i Czarny Kot – Władca Ciem
- 2013: League of Legends – Thresh
- 2011: Batman: Odważni i bezwzględni
- 2010: Podróże Guliwera
- 2005: Spadkobiercy tytanów – Hers
- 2004: Lilli czarodziejka
- 2003: Legenda Nezha – Kuafu
- 1997: Księżniczka Sissi – Gyula Andrássy
- 1996–1998: Kacper – Stretch
- 1987: Dennis Rozrabiaka
- 1969: Perypetie Penelopy Pitstop – Chlipek

## Reżyseria dubbingu
- 2016: Call of Duty: Infinite Warfare
- 2016: Czerwony kapitan
- 2016: Lego Gwiezdne wojny: Przebudzenie Mocy
- 2016: Wiedźmin 3: Krew i wino
- 2016: Uncharted 4: Kres złodzieja
- 2015: Wiedźmin 3: Serca z Kamienia
- 2015: Mike i Molly (odc. 1-4, 11-20)
- 2015: Wiedźmin 3: Dziki Gon
- 2013: League of Legends